# Aprostocetus cecidomyiarum
Aprostocetus cecidomyiarum är en stekelart som först beskrevs av Bouché 1834.  Aprostocetus cecidomyiarum ingår i släktet Aprostocetus, och familjen finglanssteklar. Arten är reproducerande i Sverige.